# Pomnik pamięci jeńców brytyjskich w Toruniu
Pomnik pamięci jeńców brytyjskich w Toruniu – obelisk upamiętniający jeńców brytyjskich więzionych w obozie jenieckim (Stalag XX A) w Toruniu. Znajduje się przed wejściem do Fortu XIII przy ul. Okólnej 32. Został odsłonięty 4 września 2009 roku.
Na obelisku widać pęknięcie, oznaczające cierpienie jeńców. Fragment muru z ostrymi metalowymi zakończeniami stanowi symbol zamknięcia i odosobnienia.